# Игрушка (фильм, 1976)

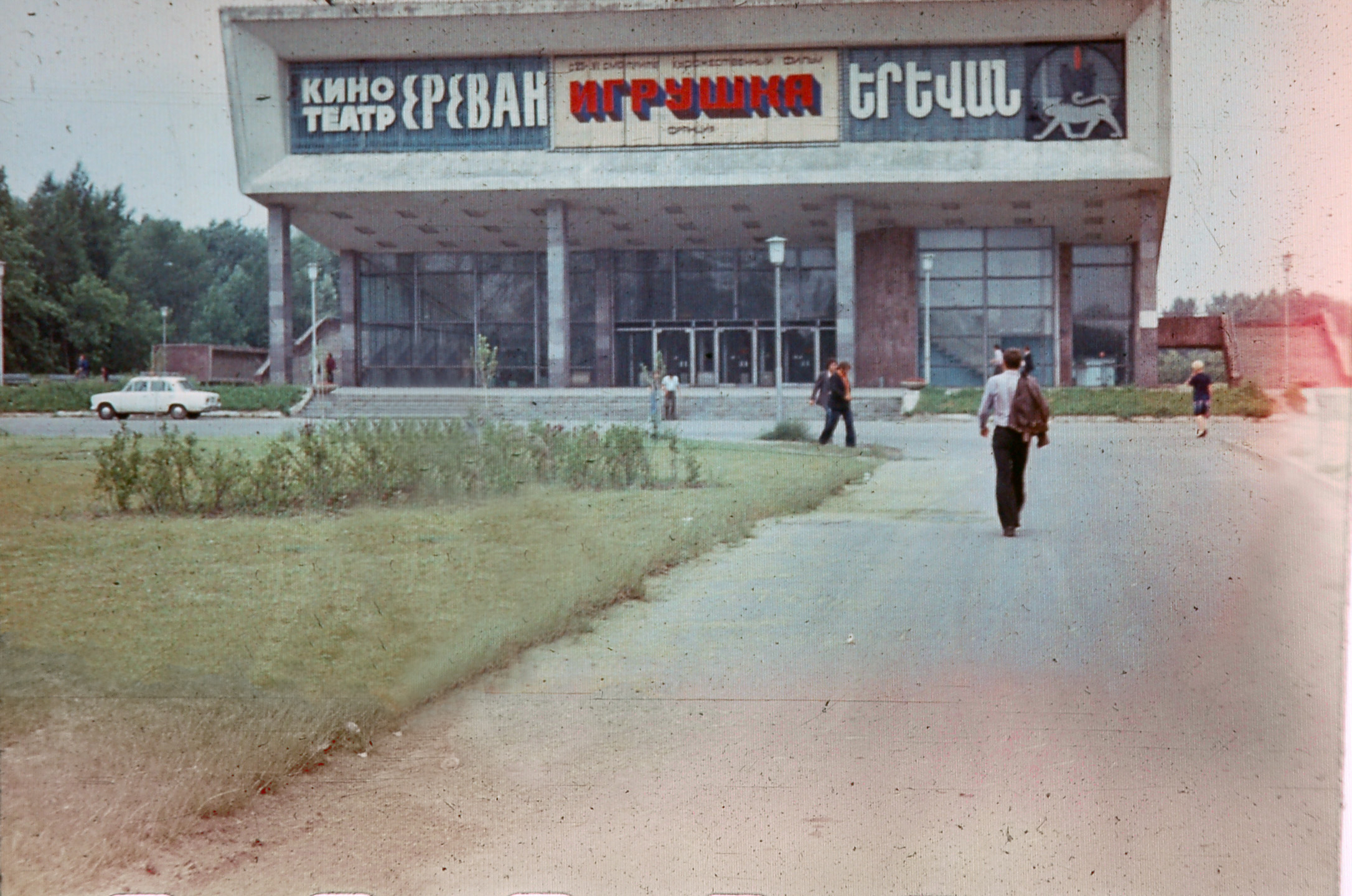
Афиша фильма на фасаде кинотеатра «Ереван», Москва, 1977 год

«Игру́шка» (фр. Le Jouet) — французская кинокомедия 1976 года, режиссёра Франсиса Вебера. Дебютная работа Вебера в качестве режиссёра и четвёртый из снятых по его сценариям фильмов, в которых присутствует персонаж Франсуа Перрен.

## Сюжет
Франсуа Перрен (Пьер Ришар) — безработный журналист. После многих месяцев поиска работы ему удаётся устроиться в газету «France Hebdo». Первым серьёзным заданием Перрена стало написание газетной статьи о магазине игрушек, принадлежащем, как и сама газета, миллионеру Пьеру Рамба́лю-Коше́. Хозяин правит своей империей как диктатор, глубоко презирая всех подчинённых (к примеру, приказывает уволить одного журналиста только за то, что у того влажные руки, а одного инженера — за то, что тот не захотел сбривать бороду), но при этом лицемерно называет всех «семьёй».
В магазине Перрен попадается на глаза сыну миллионера, Эри́ку, которого за хорошее поведение привели покупать игрушки. Мальчик безапелляционно заявляет, что хочет получить в качестве игрушки именно Перрена. Перрен протестует, но его всё же уговаривают за денежное вознаграждение поселиться на некоторое время в доме миллионера и отправляют его туда в плотно заколоченном ящике. Однако при всей унизительности такой роли Перрен полон чувства собственного достоинства. Играя с Эриком и одновременно узнавая его ближе, журналист понимает, что ситуация не так однозначна, как кажется на первый взгляд. Так, в какой-то момент он, не выдержав издевательского отношения к нему со стороны Эрика, запирает мальчика в кладовке, но когда Пьер выпускает сына, Эрик, к удивлению Перрена, не ябедничает на последнего.
Позже, благодаря откровению Бленака, Перрен узнаёт, что мальчик глубоко одинок, у него существуют проблемы, связанные с разводом родителей и тяжёлым характером отца. Перрену всё-таки удаётся подружиться с ребёнком и показать ему всю эгоистичность и недостойность его поведения и поведения его отца. Одним из развлечений Перрена и Эрика становится выпуск сатирической «газеты», приводящей Рамбаль-Коше-старшего в ярость, но в то же время вызывающей в нём невольное уважение к Перрену. В последнем разговоре между мужчинами Франсуа заявляет, что не просто проникся к мальчишке чувствами, но и хотел помочь Эрику не стать одержимым своим эго богатеем, как отец.
В концовке отец провожает Эрика домой, но мальчик сбегает и возвращается к Перрену. Рамбаль-Коше-старший пытается уговорить сына, но тот остаётся возле Перрена и не хочет уходить.

## В ролях
| Актёр             | Роль                                                 |
| ----------------- | ---------------------------------------------------- |
| Пьер Ришар        | журналист Франсуа Перрен (Всеволод Ларионов)         |
| Мишель Буке       | миллионер Пьер Рамбаль-Коше (Борис Иванов)           |
| Фабрис Греко      | сын Пьера Эрик Рамбаль-Коше (Александра Назарова)    |
| Жак Франсуа       | главный редактор газеты Бленак (Александр Белявский) |
| Шарль Жерар       | фотограф (Николай Граббе)                            |
| Мишель Омон       | директор магазина игрушек (Роман Ткачук)             |
| Даниэль Чеккальди | домовладелец                                         |
| Жерар Жюньо       | Пинье (Алексей Инжеватов)                            |
| Сюзи Дайсон       | мадам Рамбаль-Коше                                   |
| Мишель Санд       | Николь Перрен (Ольга Гаспарова)                      |
| Ив Барсак         | Робер (Феликс Яворский)                              |

## Саундтрек
Музыка из фильма композитора Владимира Косма обрела популярность и  отдельно от фильма.

## Награды
В 1977 году фильм номинировался на престижную премию «Сезар» в трёх номинациях: за лучший сценарий, лучшие декорации и лучшую съёмку, но не получил ни одного приза.

## Ремейки
В 1982 году в США американским режиссёром Ричардом Доннером был снят ремейк фильма, с таким же названием. Он попал в двадцатку самых успешных картин 1982 года, но был холодно встречен критиками.
В 2014 году в России режиссёром Кареном Оганесяном был снят фильм «Подарок с характером», являющийся адаптацией фильма «Игрушка».
19 октября 2022 года во Франции состоялась премьера фильма под названием «Новая игрушка» (фр. Le Nouveau Jouet). Режиссером выступил Джеймс Ют, а в главной роли снялся Жамель Деббуз.